# Полезный идиот
«Полезный идиот» (англ. useful idiot) — пропагандистское клише в политическом жаргоне, характеризовавшее симпатизирующих Советскому Союзу граждан западных государств и стран, и соответствующее презрительное отношение к ним советского правительства. 
Контекст был таков: лицо, о котором шла речь, наивно считало себя союзником Союза ССР или других социалистических стран, однако, с точки зрения западных политиков, в самом соцлагере к ним относились с презрением и цинично использовали в своих целях. В настоящее время термин применяется в более широком значении для описания человека, который является невольной, бессознательной марионеткой (например, некоторого политического движения, террористической группы, тоталитарного правительства, коммерческой структуры, секты, банды и так далее).

## Происхождение термина
Авторство термина приписывается В. И. Ленину. Однако словосочетание отсутствует в опубликованных ленинских трудах; другие источники приписывают авторство Карлу Радеку.

Существовало и много честных людей, которым просто претила сама мысль о войне, дикой и ужасной бойне и очевидно бессмысленной жестокости. Среди них, тех, кого Ленин назвал «полезными идиотами» и нашлось так много тех, кого можно было использовать. В свободном и благополучном обществе они процветали в изобилии.

Так называемые «движения за мир» в западных странах имели одну цель, будучи ненавязчиво организованными и в значительной степени оплачиваемыми СССР с целью максимального использования «полезных идиотов», которыми зачастую оказывались порядочные и даже иногда выдающиеся люди.
В книге «Воспоминания бывшего секретаря Сталина» Борис Бажанов упоминает возможное авторство М. М. Литвинова. Бажанов указывает время — 1920-е годы, место — заседание Политбюро и обстоятельства, при которых использовался данный термин. Обсуждался вопрос о признании или непризнании царских долгов. Литвинов сказал следующее:

Мы объявляем на весь мир, что признаём царские долги. Ну, там всякие благонамеренные идиоты сейчас же подымут шум, что большевики меняются, что мы становимся государством, как всякое другое, и так далее. Мы извлекаем из этого всю возможную пользу. Затем в партийном порядке даём на места секретную директиву: образовать всюду общества жертв иностранной интервенции, которые бы собирали претензии пострадавших; вы же хорошо понимаете, что если мы дадим соответствующий циркуляр по партийной линии, то соберем заявления «пострадавших» на любую сумму; ну, мы будем скромными и соберем их на сумму, немного превышающую царские долги. И, когда начнутся переговоры об уплате, мы предъявим наши контрпретензии, которые полностью покроют наши долги, и ещё будем требовать, чтобы нам уплатили излишек.

Термин «полезный идиот» не применялся в отношении сторонников коммунистов или членов левых партий до 1948 года, когда он был употреблен в статье New York Times «Communist shift is seen in Europe» со ссылкой на итальянскую социал-демократическую газету L’Umanita. Критики применения этого термина утверждают, что выражение «полезный идиот» не обнаруживается ни в одном когда-либо опубликованном документе Ленина; так, Уильям Сафайр отметил, что старший библиограф-консультант Библиотеки Конгресса США Грант Харрис не смог найти упоминания фразы «полезные идиоты Запада» ни в одной из опубликованных работ Ленина, и сделал вывод об отсутствии каких-либо свидетельств, позволяющих приписать авторство этой фразы Ленину. Оксфордский словарь английского языка также утверждает, что выражение useful idiot, по-видимому, не отражает какое-либо из выражений, использовавшихся в Советском Союзе.

## Современная трактовка термина
Термин иногда применяется в качестве уничижительного выражения и подразумевает наивного человека, которого легко переманить на свою сторону, сделать «полезным», заставить действовать в интересах манипуляторов, а также против своих собственных либо во имя так называемого «высшего блага».
Начиная с 11 сентября 2001 года термин «полезный идиот» также применялся некоторыми комментаторами для описания лиц, которые считаются слишком «мягкими» в отношении исламизма и терроризма. Например, Энтони Браун (Anthony Browne) написал в статье британской газеты «The Times», следующее:

Отдельные элементы привилегированных слоев британского общества проявляли откровенную симпатию к Гитлеру. В наши дни подобной поддержкой пользуются исламисты. В 1930-е это были Эдуард VIII, аристократы и Daily Mail; в наше время это левые активисты, The Guardian и некоторые подразделения BBC. Они могут не хотеть мировой теократии, но они, подобно западным защитникам Советского Союза, — полезные идиоты.
Оригинальный текст (англ.)Elements within the British establishment were notoriously sympathetic to Hitler. Today the Islamists enjoy similar support. In the 1930s it was Edward VIII, aristocrats and the Daily Mail; this time it is left-wing activists, The Guardian and sections of the BBC. They may not want a global theocracy, but they are like the West’s apologists for the Soviet Union — useful idiots.
— Fundamentally, we're useful idiots - Comment - Times Online
В этом же духе пишет Брюс Торнтон (англ. Bruce Thornton), профессор Университета штата Калифорния во Фресно:

Ленин называл их «полезными идиотами» — это те, кто, живя в либерально-демократических странах, оказывали моральную и материальную помощь идеям тоталитаризма, и которые, на самом деле, собственными руками готовили петлю, на которой их бы и повесили. Почему люди, наслаждающиеся свободой и процветанием, столь неистово стремились уничтожить и то, и другое? Ответа на этот вопрос нет и в наши дни. Сегодня полезных идиотов можно найти среди сторонников политики умиротворения, рефлексивного антиамериканизма и сентиментального идеализма, которые пытаются противостоять необходимым мерам в отношении еще одной идеологии, ненавидящей свободу — радикального ислама.
Оригинальный текст (англ.)Lenin called them «useful idiots», those people living in liberal democracies who by giving moral and material support to a totalitarian ideology in effect were braiding the rope that would hang them. Why people who enjoyed freedom and prosperity worked passionately to destroy both is a fascinating question, one still with us today. Now the useful idiots can be found in the chorus of appeasement, reflexive anti-Americanism, and sentimental idealism trying to inhibit the necessary responses to another freedom-hating ideology, radical Islam.
— FrontpageMag.com
В жаргоне спецслужб термин обозначает лицо, позволившее втянуть себя в выполнение задач агента влияния, не будучи агентом в формальном смысле. Полезный идиот не понимает или не хочет замечать факта вовлечения в деятельность иностранной разведки.